# Jānis Klovāns

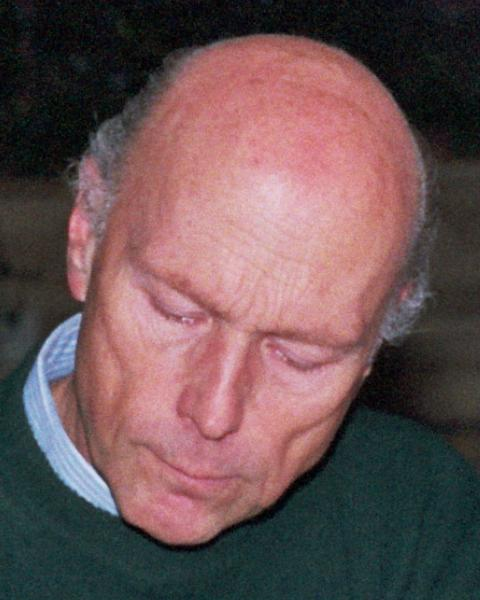
Janis Klovans, 1996

Jānis Klovāns (Saldus, 9 april 1935 - Riga, 5 oktober 2010) was een  Letse schaker met een FIDE-rating van 2463 in 2005. Hij was een grootmeester (GM). Hij was een officier in het Sovjet-leger. 
Jānis Klovāns won het schaakkampioenschap van Letland negen keer: in 1954, 1962, 1967, 1968, 1970, 1971, 1975, 1979 en 1986. Ook in mei 2005 speelde hij mee in het toernooi om het kampioenschap van Letland en eindigde hij met 7 uit 12 op de vijfde plaats. 
Hij nam deel aan diverse toernooien om het kampioenschap van de USSR. Hij speelde tijdens de jaren vijftig in diverse Letse jeugdteams, samen met onder meer Mikhail Tal en GM Aivars Gipslis.
Hij speelde voor  Letland in twee Schaakolympiades: in de 30e Schaakolympiade, Manilla 1992, aan het 2e reserve bord (+0 =2 −0), en in de 34e Schaakolympiade, Istanboel 2000, aan het derde bord (+5 =4 −4).
In 1976 kreeg hij de titel Internationaal Meester (IM), in 1997 de titel grootmeester  (GM), na zijn overwinning in het Wereldkampioenschap voor Senioren. Hij was een van de oudste spelers die de GM-titel niet verwierven als eretitel of dankzij resultaten uit een ver verleden, maar dankzij actueel behaalde resultaten. Een verklaring hiervoor is het feit dat hij zelden toestemming kreeg te schaken buiten de Sovjet-Unie, waardoor hij weinig gelegenheid had om FIDE-titels te behalen. Zijn carrière als Sovjet-legerofficier lijkt zijn mogelijkheden om internationaal te schaken te hebben ondermijnd. In 2001 behaalde hij de  ICCF-titel grootmeester correspondentieschaken.
Jānis Klovāns won het Wereldkampioenschap voor Senioren in 1997, 1999 en 2001. Hij speelde ook toen hij de 70-jarige leeftijd gepasseerd was en hield zijn FIDE-rating boven de 2400, hierdoor was hij een van de sterkste spelers in zijn leeftijdscategorie.  
Hij was getrouwd met zesvoudig Lets kampioene Astra Klovāne en had twee dochters.
In de Nederlandse Meesterklasse speelde hij  van 2004 tot 2006 evenals in 2009/10 bij HMC Calder, in de Tsjechische bondscompetitie speelde hij van  2000 tot 2002 voor  ŠK DP Holdia Prag, waarmee hij in 2001 kampioen werd, en in 2004/05 voor ŠK Sokol Kolín.

## Externe koppelingen
- (en)   Informatie over schaakpartijen van Jānis Klovāns op ChessGames.com
- (en)   Informatie over schaakpartijen van Jānis Klovāns op 365chess.com